# Azzedine Brahmi
Azzedine Brahmi (arab. ‏عز الدين براهمي‎; ur. 13 września 1966 w Satifie) – algierski lekkoatleta specjalizujący się w biegach średnio i długodystansowych, przede wszystkim w biegu na 3000 metrów z przeszkodami, dwukrotny uczestnik letnich igrzysk olimpijskich (Seul 1988, Barcelona 1992).

## Sukcesy sportowe
- mistrz Algierii w biegu na 1500 metrów – 1991
- trzykrotny mistrz Algierii w biegu na 3000 metrów z przeszkodami – 1986, 1988, 1989[1]

| Rok  | Miasto    | Zawody                     | Konkurencja                   | Wynik         |
| ---- | --------- | -------------------------- | ----------------------------- | ------------- |
| 1986 | Tunis     | mistrzostwa Maghrebu       | bieg na 3000 m z przeszkodami | srebrny medal |
| 1988 | Annaba    | mistrzostwa Afryki         | bieg na 3000 m z przeszkodami | złoty medal   |
| 1988 | Seul      | igrzyska olimpijskie       | bieg na 3000 m z przeszkodami | 13. miejsce   |
| 1989 | Lagos     | mistrzostwa Afryki         | bieg na 3000 m z przeszkodami | złoty medal   |
| 1990 | Algier    | mistrzostwa Maghrebu       | bieg na 3000 m z przeszkodami | złoty medal   |
| 1991 | Tokio     | mistrzostwa świata         | bieg na 3000 m z przeszkodami | brązowy medal |
| 1991 | Ateny     | igrzyska śródziemnomorskie | bieg na 3000 m z przeszkodami | złoty medal   |
| 1992 | Barcelona | igrzyska olimpijskie       | bieg na 3000 m z przeszkodami | 8. miejsce    |
| 1993 | Narbonne  | igrzyska śródziemnomorskie | bieg na 3000 m z przeszkodami | srebrny medal |

## Rekordy życiowe
- bieg na 3000 metrów – 7:51,70 – Parma 22/06/1991
- bieg na 2000 metrów z przeszkodami – 5:18,38 – Werona 17/06/1992
- bieg na 3000 metrów z przeszkodami – 8:11,27 – Oslo 04/07/1992